# Lengua oligosintética
Una lengua oligosintética (del griego ὀλίγος olígos, que quiere decir "poco" o "pequeño") es cualquier lengua natural que use muy pocos morfemas, tal vez unos pocos cientos, lo que combina una forma sintética para crear oraciones. Esto contrasta con lo que sería una lengua polisintética. La oligosíntesis es en su mayoría teórica y dependería básicamente en la creación de largas palabras compuestas, en una mayor medida en comparación a las lenguas sintéticas.
Las lenguas nativas americanas náhuatl y siksiká han mostrado en el pasado tener cualidades oligosintéticas (mencionado por Benjamin Whorf). Sin embargo, la comunidad lingüística ha rechazado dichos estudios, prefiriendo categorizar el náhuatl y el siksika como polisintéticas.
Debido a que no existen lenguas naturales que muestren propiedades oligosintéticas, algunos lingüistas sostienen que una verdadera lengua oligosintética es imposible o nada práctica para un uso productivo entre humanos.

## Lenguajes oligosintéticos construidos
Algunas lenguas auxiliares, por ejemplo la lengua sona, el aUI, el Ygyde, el Kali-sise, el Vuyamu y el Kah, deberían ser considerados oligosintéticos.
A diferencia de las lenguas oligosintéticas, una lengua oligoanalítica o oligoaislada es aquella que tienen algunos morfemas pero tienden a un origen aislado. Por ejemplo, la lengua auxiliar Toki Pona ha sido descrita como oligoaislada.
La neolengua hablada en Oceanía en la novela 1984 tiende teóricamente a ser una lengua oligosintética, ya que el objetivo era reducir los morfemas.
- Datos: Q2480330